# 朝阳群众
朝阳群众是来自中国北京市朝阳区线人的代称，因曾多次成功举报名人吸毒和嫖娼行为而知名。在2015年5月29日，朝阳群众被北京警方承認，此前，官方对此非常低调。

## 背景
朝阳区是北京城六区面积最大的区，也是新城区。由于该区拥有CBD（中心商務區）、外国驻华大使馆、三里屯以及高档住宅区，地理位置优越，因此朝阳区一直是新興名流在北京的热门聚居地，在也因為經濟發達龍蛇混雜，朝阳区经常发生吸毒和嫖娼行为，尤以演藝明星居多。

## 起源与发展
早在1974年，北京朝阳区群众组织起来成为民兵，与警察在太阳宫一起抓获了苏联间谍。当时新华社对此事作出了报道，标题为《苏联间谍落网记》。
而朝阳群众首次举报明星吸毒事件是在2009年。2011年，根据北京警方的统一部署，朝阳警方在各个社区开展“社区民警驻区制”工作，为居民提供社区管理服务、社区矛盾化解、安全防范组织等服务；2013年，朝阳区再次在24个街道分别选择一个居民小区开展“平安示范”居民小区创建工作，建成后，小区主要出入口设立的治安岗亭有专人24小时值守。
2013年8月，北京警方发布消息称，根据群众举报，在朝阳区安慧北里一小区将进行卖淫嫖娼的网络大V薛蛮子抓获，这是北京警方首次使用“朝阳群众”称谓，此后成为网络热词。至2015年3月31日，北京市公安局官方微博对相关案件的介绍一般称为“接到群众举报”、“接到报警”、“根据群众提供的信息”等，自2015年3月31日起，北京市公安局官方微博开始有意识地使用“朝阳群众”一词。因2014年发生了多起明星吸毒事件，因此朝阳群众于当年成名，并于2015年发扬光大。
2017年2月，“朝阳群众App”上线。该应用包含五大内容：遗失招领、肇事违章、老人丢失、疑似嫌犯和儿童拐卖，用户可以上传视频、照片和文字进行举报。此外，用户还可以依靠定位功能搜索附近的警务机构。《环球时报》评论认为，这款App“让更广泛的群众能够更便利地为警方提供重要信息”，深化了当局提出的“服务群众、依靠群众”执法观念，將維穩工作的執行力量擴張深入至民間。

## 人员组成及功能
根据媒体报道，朝阳群众由治安志愿者、党员巡逻队、专职巡逻队（24小时上岗）、义务巡逻队和治保积极分子组成。在朝阳区主要街区里，朝阳群众的身影已随处可见，包括身穿制服的保安，身穿志愿者服装戴着红袖标的人员，以及看似晨练遛弯买菜等路人。以华严北里西社区为例，该小区有治安志愿者200余人，党员巡逻队120余人、专职巡逻队70到80余人，义务巡逻员300余人及治保积极分子200余人，虽然这些群众力量在人员构成上存在交叉，部分人士可能是“身兼数职”，但庞大的群众队伍在社区里形成了一股具有高接近力、執行力、滲透力的治安網，人人皆可成為警政單位的耳目，揭發不法，維持社區和諧穩定。

## 举报记录与统计
自2009年起，朝阳群众曾多次成功举报名人吸毒和嫖娼行为，被举报的人士包括陈羽凡、满文军、高明骏、莫少聪、薛蛮子、李代沫、黄海波、张元、宁财神、张耀扬、高虎、王全安、尹相杰、王学兵、边策、毛宁及李云迪等。另外，在2015年4月中旬，朝阳群众举报某国际学校裡有外籍人员吸毒，后8名外籍人员被警方带走；5月初，朝阳群众举报在朝阳路附近有人以猜瓜子方式实施诈骗，并于5月20日被警方拘留；5月17日，朝阳群众举报，称中央某部委一副处级干部在双井某小区内吸毒。由於其持有冰毒的量不足10克，朝阳警方对其處以行政拘留5日的處罰，但因該男子身患愛滋病，警方最終決定不予收拘。6月，朝阳群众举报称一情侣毒贩到北京贩毒，后因涉嫌非法持有毒品罪被警方依法刑事拘留。
根据北京朝阳区公安局的数据，朝阳区每日组织民警、保安员及群防群治力量1500余人，自2015年4月份以来，全区街头警情、发案同比分别下降59.6%和28.9%。

## 官方制度化
2015年4月29日，北京市公安局官方微博发布了一条微博，称“举报涉毒线索，人人都是‘朝阳群众’。”这是北京市公安局首次官方使用“朝阳群众”一词，后在5月5日、9日的微博中再次使用该词。5月29日，北京市公安局官方微博发布了一张左边为警察，右为青年人的图片，图片上将青年人标注为“朝阳群众”，以“我们”为文字内容的微博，并将此微博置顶，表示北京警方稱讚“朝陽群眾”積極向警方提供線索。6月5日，据《新京报》报道，自2014年3月公布实施《群众举报涉恐涉暴线索奖励办法》以来，北京警方共发放40余万元人民币涉嫌恐怖暴力线索举报奖金，以鼓励市民争当“朝阳群众”。8月20日，北京警方通过官方微博“平安北京”推出了原创设计的“朝阳群众”卡通形象，并制作卡通形象文化衫。中共中央总书记习近平在2017年视察北京时，专门提到了“朝阳群众”“西城大妈”。他说：“人民城市人民建、人民管，光靠政府力量不够。北京有自己的好传统，如‘朝阳群众’‘西城大妈’，哪里多一些红袖章，哪里就多一份安全、多一份安心。”

## 相关评论
2015年6月3日，《人民法院报》发表评论，称“健全公共安全体系、编织公共安全网，就需要树立人人都是‘朝阳群众’、个个争当‘朝阳群众’的参与意识，拓展各界群众对公共安全治理的参与力度”。2019年11月19日，中央党校（国家行政学院）副校（院）长谢春涛表示，“现在北京有这样的说法，朝阳群众、西城大妈和海淀网友在社会治理和治安方面起着重要作用。我相信中国这样的情况在很多国家是没有的，这些做法很管用。”

## 趣闻
有网友调侃称，「朝阳群众」是世界五大情报组织之一，其余分别是美国中央情报局、苏联克格勃（现俄罗斯国家安全局）、以色列摩萨德和英国军情六处。另外，网上还出现了“防火防盗防大妈，这里的群众最热心”的调侃说法。